# За рекой — граница
«За рекой — граница» — советский фильм 1970 года, снятый на киностудии «Туркменфильм» режиссёром Алты Карлиевым по повести Олега Смирнова «Барханы».
Фильм вышел на экран в 1972 году, один из лидеров кинопроката СССР — его посмотрели 21 млн зрителей, занял 16 строчку проката 1972 года и 715-е место в абсолютном прокате времён СССР.

## Сюжет
Школьники юноша Аты и девушка Лейла дружат. Настаёт время, и Ату призывают на срочную службу армию, он попадает в пограничные войска. При задержании диверсанта Ата проявляет большую смелость и отвагу, но получает тяжёлое ранение и остаётся калекой — ему ампутируют ногу. Ата, думая, что как инвалид он никому не нужен, в том числе родным и обещавшей ждать его девушке Лейли, не едет домой. Но красавица Лейли хранит ему верность и, несмотря на то, что ей сделал предложение очень удачливый молодой аспирант, не собирается расставаться с Ата и начинает поиск любимого. Вместе с бывшим командиром Аты капитаном Долговым девушке удаётся найти Ату и вернуть его к нормальной жизни. В конце фильма Ата и Лейли вновь гуляют по тем самым улицам, по которым они бродили перед разлукой и где Лейли поклялась ждать его из армии.

## В ролях
- Ата Аловов — Ата Мурадов
- Лейли Абукова — Лейли Сарыева, студентка
- Алты Карлиев — Чары, отец Лейли
- Аннагуль Аннакулиева — Хесел, мать Лейли
- Эдуард Изотов — Александр Долгов, капитан
- Людмила Хитяева — Кира Владимировна, жена капитана Александра Долгова
- Зоя Фёдорова — тётя Клава, санитарка в военном госпитале
- Юрий Сорокин — Федор, друг главного героя Аты
- Лилия Захарова — Таня, невеста Федора
- Хоммат Муллык — Беки, аспирант, влюблённый в Лейли
- М. Бабаева — Солтан, мать Аты
- В. Ткаченко — Шаповаленко
- М. Карлиев — Тучков
- Имамберды Суханов — Ораз
- Ораз Черкезов — Эсен
- Куллук Ходжаев — эпизод
- Клыч Бердыев — эпизод
- Сарры Каррыев — эпизод
- Анатолий Карпухин — эпизод

## Критика
Фильм снят го мотивам повести О. Смирнова. Фильм посвящён войнам-пограничникам, охраняющим рубежи нашей Родины. Но литературное произведение привлекло внимание А. Карлиева не столько событиями пограничной жизни, сколько темой преемственности, героизма советских людей. Она и стала основной в драматургии фильма.

## Рецензии
- Орловский А. — Про любовь и немного про солдат (Худож. фильм «За рекой — граница») // Ташаузская правда, 16 февраля 1972